# 宋玉鹏
宋玉鹏（1945年—），男，汉族，四川成都人，中国作家，中国共产党党员。曾任中共四川省第八届党代表，四川省第十届人大代表，四川省人大教科文卫委委员，四川省社会科学促进会副会长。

## 生平
1968年，宋玉鹏毕业于西南财经大学。
1988年至1996年任四川黔江地委委员、宣传部长，后任四川省社科联党组副书记、副主席，四川省作家协会党组书记、副主席。
2001年12月任中国作家协会第六届全国委员会主席团委员。2006年11月任中国作家协会第七届全国委员会名誉委员。2011年11月任中国作家协会第八届名誉委员。2016年12月任中国作家协会第九届名誉委员。

## 文学作品
- 《峰火南腰界》
- 《贺老总戎马传奇》
- 《少年赵世炎》
- 《土家民歌》
- 《南腰界的曙光》
- 《天府好望角》
- 《土家风情录》